# 维日维尔
维日维尔（法語：Vigeville，法語發音：[viʒvil]）是法国克勒兹省的一个市镇，属于盖雷区。

## 地理
维日维尔（46°9'38"N, 2°4'29"E）面积7.27 平方千米，位于法国新阿基坦大区克勒兹省，该省份为法国中部省份，位于法國中央高原西北部，北起安德尔省和谢尔省，西接维埃纳省，南至科雷兹省，东临多姆山省，东北与阿列省接壤。
与维日维尔接壤的市镇（或旧市镇、城区）包括：雅纳日、皮奥纳。

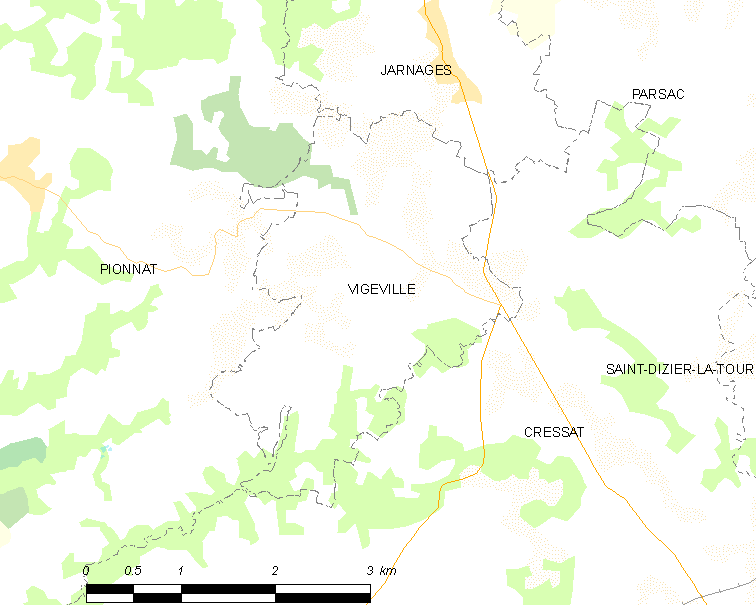
维日维尔的OSM定位图

维日维尔的时区为UTC+01:00、UTC+02:00（夏令时）。

## 行政
维日维尔的邮政编码为23140，INSEE市镇编码为23262。

## 政治
维日维尔所属的省级选区为古宗县。

## 人口

1962-2008年间维日维尔人口变化图示

维日维尔于2022年1月1日时的人口数量为164人。